# Robin Reed
Robin Reed (Arkansas, Estados Unidos, 20 de octubre de 1899-Salem (Oregón), 20 de diciembre de 1978) fue un deportista estadounidense especialista en lucha libre olímpica donde llegó a ser campeón olímpico en París 1924.

## Carrera deportiva
En los Juegos Olímpicos de 1924 celebrados en París ganó la medalla de oro en lucha libre olímpica estilo peso pluma, superando a su paisano estadounidense Chester Newton (plata) y al japonés Katsutoshi Naito (bronce).